# Thamnaconus fijiensis
Thamnaconus fijiensis är en fiskart som beskrevs av Lee Milo Hutchins och Keiichi Matsuura 1984. Thamnaconus fijiensis ingår i släktet Thamnaconus och familjen filfiskar. IUCN kategoriserar arten globalt som otillräckligt studerad. Inga underarter finns listade i Catalogue of Life.